# Jefunnè
Segons l'Antic Testament, Jefunnè va ser el cap dels quenazites i l'avi del primer jutge d'Israel Otniel.
Jefunnè formava part de la tribu dels quenazites, descendents d'Esaú per mitjà del seu net Quenaz. Aquest grup s'uní als hebreus durant l'Èxode pel desert i els van acompanyar molts anys fins que es van establir amb els israelites a Canaan on van acabar per assimilar-se al membres de la tribu de Judà.
En els temps de Moisès, Jefunnè tenia ja una edat avançada i havia pujat tres fills:
- Caleb, que acompanyà Moisès durant l'Èxode. Segons la Bíblia, després de la conquesta de la Terra Promesa, a Caleb li van concedir algunes ciutats dels voltants d'Hebron, al territori de la tribu de Judà. Era pare de:[2][3][4]
  - Irú
  - Elà, que va ser pare de:
    - Quenaz

  - Nàam
- Quenaz, que va ser pare de:
  - Otniel. Otniel, el primer jutge d'Israel, escollit després de la mort de Josuè.[5]
  - Seraià, pare de:
    - Joab, el fundador de Gueharaixim.